# Osvaldo Pugliese

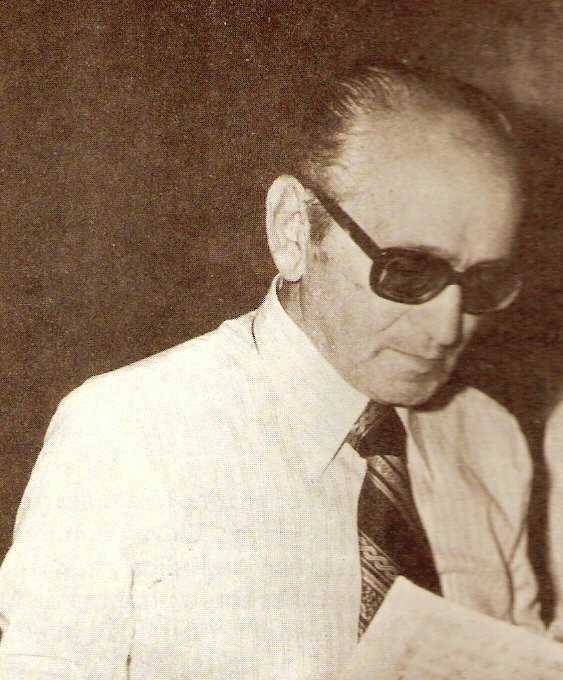
Osvaldo Pugliese (ca. 1979)

Osvaldo Pedro Pugliese (* 2. Dezember 1905 in Villa Crespo, Buenos Aires; † 25. Juli 1995 ebenda) war ein argentinischer Musiker, der als Pianist, Arrangeur, Bandleader und Komponist den Tango Argentino im 20. Jahrhundert erheblich prägte und weiterentwickelte.

## Leben
Puglieses Vater war Schuhmacher und spielte in seiner Freizeit in diversen Tango-Quartetten als Flötist und gab Osvaldo erste Geigenstunden. Seine beiden älteren Brüder spielten ebenfalls Geige. Pugliese ging nur bis zur vierten Klasse zur Schule. Auf seinen Wunsch ging er lieber arbeiten, um die Familie zu unterstützen, und fing in einer Druckerei eine Lehre an. Das gesparte Geld gab er seiner Familie. Nach einiger Zeit war er überrascht, in seinem Zimmer ein Klavier zu finden: Sein Vater wünschte, dass er jetzt Klavier spielen lernte, es gab schon zu viele Geigenspieler in der Familie. So entdeckte der junge Osvaldo das Klavier, dem er bis zu seinem Tod treu blieb.
Zunächst spielte er mit zwei Freunden als Trio in diversen Lokalen und begann zu komponieren, was er im Laufe seines Lebens weiter perfektionierte. Er spielte 1924 auch bei der ersten weiblichen Bandoneonistin, Paquita Bernardo.
1926 war er kurzzeitig Pianist im Orchester von Roberto Firpo, und noch im gleichen Jahr trat er dem Sextett Pedro Maffias bis 1929 bei. In diesem Jahr gründete Pugliese zusammen mit dem Geigenvirtuosen Elvino Vardaro ein Sextett, das unter den Tangomusikern durch die Qualität seiner Interpretation und seinen avantgardistischen Anspruch berühmt wurde. Nach zwei gescheiterten Versuchen mussten Pugliese und Vardaro dieses Experiment aber aus finanziellen Gründen aufgeben. Kein einziges Stück wurde aufgenommen.
In seinen Lehrjahren spielte Pugliese mit bekannten Musikern, wie zum Beispiel Aníbal Troilo, und komponierte viele Tangos, die weit über Argentinien hinaus bekannt wurden, so zum Beispiel „Recuerdo“ mit einem Text des Dichters Eduardo Moreno. Er gründete sein eigenes Orchester, das Orquesta Osvaldo Pugliese und fiel durch seine starke Betonung des (Schritt-)Rhythmus auf. Er ließ durch die Einführung der Synkopierung und des Kontrapunkts schon früh die sich anbahnende Avantgarde vorausahnen. Diese charakteristischen Elemente wurden dann auch von Horacio Salgán und Ástor Piazzolla übernommen. Ein gutes Beispiel dafür ist der Titel „La yumba“, der keinerlei verbale Bedeutung hat, sondern lautmalerisch ist.
1936 trat er der Kommunistischen Partei Argentiniens bei.

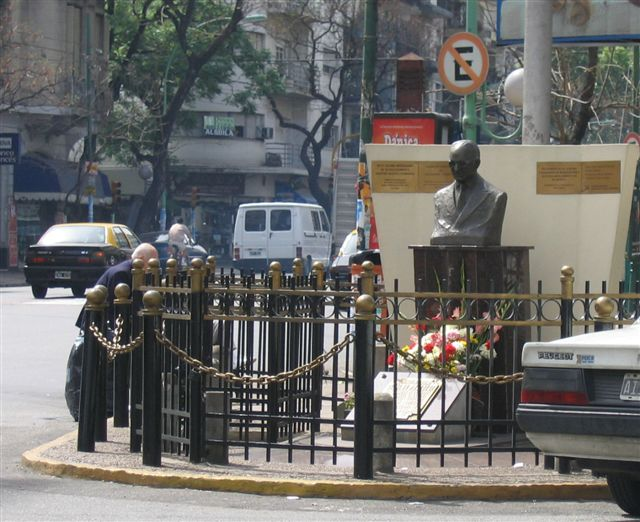
Denkmal Osvaldo Pugliese (Villa Crespo, Buenos Aires, 2005)

Von 1939 bis 1968 mit wenigen Wechseln in der Besetzung hat Pugliese sein berühmtes Orchester geführt. Die ersten Musiker waren:
Osvaldo Pugliese (Piano und Direktor), Julio Carrasco (1. Violine), Antonio Puleio (2. Violine), Enrique Camerano (3. Violine), Enrique Alessio (1. Bandoneón), Osvaldo Ruggiero (2. Bandoneón), Aniceto Rossi (1. Kontrabass) und Augusto Ganthier (2. Kontrabass). Erste Schallplatten wurden 1943 bei Odeon aufgenommen mit den Tangos Farol und El rodeo.
In Argentinien werden Stücke Puglieses oft am späteren Abend gespielt, wenn die Tänzer etwas kraftvoller, expressionistischer und sinnlicher tanzen möchten – tänzerisch sind die rhythmischen Eigenarten allerdings etwas herausfordernder als die durchschnittliche Musik der klassischen Periode.
Wegen seiner kommunistischen Gesinnung wurden Puglieses Stücke in Argentinien jahrelang nicht im Radio gespielt, was jedoch keinen Einfluss auf deren Beliebtheit hatte. Er war im Laufe seines Lebens aufgrund seiner politischen Gesinnung häufiger im Gefängnis. Während dieser Abwesenheiten trat sein Orchester dennoch auf und legte in diesen Zeiten demonstrativ eine rote Nelke auf den verwaisten Flügel – als stillen Protest, der für alle Anwesenden unmissverständlich war.